# Martina S. Bagger
Martina S. Bagger er smykkedesigner og indehaver af smykkefirmaet By M.O.S, der er hjemmehørende i Danmark. Martina Bagger er kendt for at lave lykkearmbånd, der er inspireret af kinesisk astrologi. Hun har bl.a. fået ideen til det kinesiske lykkearmbånd, som sælges i stort antal. Smykkerne sælges i en lang række lande i verden.
Hun har en årrække boet i Monaco, men er flyttet tilbage til Danmark.

## Om forholdet til Stein Bagger
Martina S. Bagger var den bedrageridømte Stein Baggers kone. Under afhøringen af Stein Bagger den 16. december 2008 sagde han, at han uden hendes vidende brugte Skypoint China til leasing-svindel for 51 millioner kroner i forbindelse med sagen om IT Factory.